# Augusta Krook
Augusta Krook, född 31 oktober 1853 i Helsingfors, död 27 juni 1941 i Helsingfors, var en finländsk lärare och politiker.
Krook var föreståndare för Vasa fruntimmersskola 1888–1917. Hon anslöt sig tidigt till aktivisterna och var en av initiativtagarna till föreningen Lotta Svärd. Hon grundade i januari 1919 den första Lotta Svärdföreningen, Helsingfors I lokalavdelning, och var också dess ordförande. Avdelningen var en av de mest betydande under rörelsens begynnelseskede. Från juni 1909 till februari 1910 satt hon i Svenska lantdagsgruppen i Finlands lantdag. Hon var även verksam inom nykterhetsrörelsen. Hennes memoarer, Mitt Helsingfors, hågkomster från 1850–1870-talets Helsingfors, utgavs postumt 1950.